# Erik Dahlin
Erik Axel Dahlin (n. Trollhättan, Suecia, 28 de abril de 1989) es un exfutbolista sueco. Jugaba de portero y su último club fue el Ljungskile SK de la Division 1 Södra de Suecia. Además, en lo que se refiere a nivel familiar, es el hermano menor del arquero Johan Dahlin.

## Clubes
| Club                        | País    | Año         |
| --------------------------- | ------- | ----------- |
| Trollhättans FK             | Suecia  | 2005 - 2006 |
| IFK Göteborg                | Suecia  | 2007 - 2012 |
| Västra Frölunda IF (cedido) | Suecia  | 2008        |
| FC Trollhättan (cedido)     | Suecia  | 2009        |
| Sogndal                     | Noruega | 2013 - 2014 |
| FC Trollhättan              | Suecia  | 2014        |
| IK Oddevold                 | Suecia  | 2015        |
| IFK Göteborg                | Suecia  | 2016 - 2019 |
| Ljungskile SK               | Suecia  | 2019 - 2021 |